# Vụ án mạng Lâm Tuấn
Vụ án mạng Lâm Tuấn là một vụ án giết người liên quan đến phân xác xảy ra ở thành phố Montreal, Canada. Vào tháng 5 năm 2012, Lâm Tuấn (30 tháng 12 năm 1978 – 24/25 tháng 5 năm 2012), một sinh viên đại học người Trung Quốc đã bị Luka Rocco Magnotta đâm chết và chặt xác. Hung thủ sau đó gửi những mảnh tay chân của Lâm đến các trường tiểu học và văn phòng đảng phái chính trị liên bang. Sau khi đoạn video ghi lại cảnh gây án được đăng tải lên một trang web trực tuyến, Magnotta đã trốn khỏi Canada và trở thành đối tượng truy nã Đỏ của Interpol trên phạm vi toàn cầu. Ngày 4 tháng 6 năm 2012, Luka Magnotta đã bị bắt tại một quán cà phê internet ở Berlin, Đức. Tháng 12 năm 2014, sau tám ngày cân nhắc, bồi thẩm đoàn kết tội bị cáo với tội danh giết người cấp độ một. Trước đó, anh cũng từng bị các nhóm bảo vệ quyền động vật truy lùng vì cáo buộc đăng tải video quay lại cảnh mình giết mèo con.

## Nạn nhân
Jun Lin (tiếng Trung: 林俊; bính âm: Lín Jùn, phiên âm: Lâm Tuấn), hay Justin Lin, là một du học sinh quốc tế người Trung Quốc sinh ngày 30 tháng 12 năm 1978 đến từ Vũ Hán, lúc đó đang là sinh viên đại học khoa kỹ thuật và khoa học máy tính tại Đại học Concordia ở thành phố Montreal, Canada. Lâm đã theo học tại đây từ tháng 7 năm 2011; anh cũng từng học ở Đại học ngôn ngữ Tyark và làm nhân viên bán thời gian cho một cửa hàng tiện lợi thuộc Pointe-Saint-Charles. Ngày 1 tháng 5 năm 2012, anh đã chuyển đến sống chung với một người bạn ở khu căn hộ trong vùng Griffintown.

## Hung thủ
Luka Rocco Magnotta, tên khai sinh Eric Clinton Kirk Newman, sinh ngày 24 tháng 7 năm 1982 tại Scarborough, Ontario, là con trai cả trong số ba người con của Anna Yourkin và Donald Newman. Theo lời kể của Magnotta, mẹ anh bị mắc bệnh ám ảnh sạch sẽ nặng, đến mức thường xuyên đuổi các con ra khỏi nhà để dọn dẹp vệ sinh; một lần, bà đã đuổi con thỏ anh nuôi ra ngoài và khiến nó chết vì lạnh. Vì ông Donald Newman cũng được chẩn đoán mắc bệnh tâm thần phân liệt vào năm 1994 nên sau khi bố mẹ ly hôn, Magnotta buộc phải chuyển đến ở với bà ngoại.
Magnotta theo học Trường Trung học I.E. Weldon ở Lindsay. Từ năm 2003, Luka đã bắt đầu xuất hiện trong nhiều video khiêu dâm đồng tính nam, thỉnh thoảng làm vũ công thoát y và hành nghề mại dâm. Vào năm 2005, anh ra mắt lần đầu với tư cách là người mẫu trên trang bìa tạp chí fab, một ấn phẩm của báo Toronto Sun, sử dụng bút danh Jimmy. Năm 2007, anh tham gia loạt chương trình thực tế COVERguy của OUTtv nhưng đã bị loại ngay từ vòng sơ tuyển. Magnotta cũng trải qua khá nhiều cuộc phẫu thuật thẩm mỹ và tham gia thử giọng cho chương trình truyền hình Plastic Makes Perfect vào tháng 2 năm 2008.

### Hành vi phạm tội ban đầu
Vào năm 2005, Magnotta bị kết án với bốn tội danh bao gồm một tội mạo danh và ba tội lừa đảo khác vì đã giả danh một phụ nữ để đăng ký thẻ ghi nợ và mua 10.000 USD hàng hóa. Anh sau đó phải nhận một bản án có điều kiện trong 9 tháng và thêm 12 tháng quản chế.
Ngày 12 tháng 8 năm 2006, Magnotta đã đăng ký đổi tên hợp pháp từ Eric Clinton Kirk Newman thành Luka Rocco Magnotta. Tháng 3 năm 2007, anh tuyên bố phá sản với tổng số nợ là 17.000 USD từ nhiều chủ nợ. Khoản tiền này sau đó đã được thanh toán vào tháng 12 năm 2007.
Ngoài những điều trên, Luka Magnotta còn tạo ra nhiều tài khoản ảo trên các phương tiện truyền thông mạng xã hội và diễn đàn trực tuyến khác nhau trong nhiều năm để tự quảng cáo bản thân. Thậm chí, một tin đồn đã được đưa ra bởi anh vào năm 2007, tuyên bố rằng bản thân có quan hệ với Karla Homolka, kẻ sát nhân nổi tiếng người Canada, tuy nhiên chính Magnotta đã phủ nhận điều này trong một cuộc phỏng vấn sau đó với Toronto Sun và gặp phải sự chỉ trích từ nhiều người. Cảnh sát cũng cho biết Magnotta đã tạo ra ít nhất 70 tài khoản Facebook và 20 trang web dưới các tên khác nhau.

## Giết người và điều tra

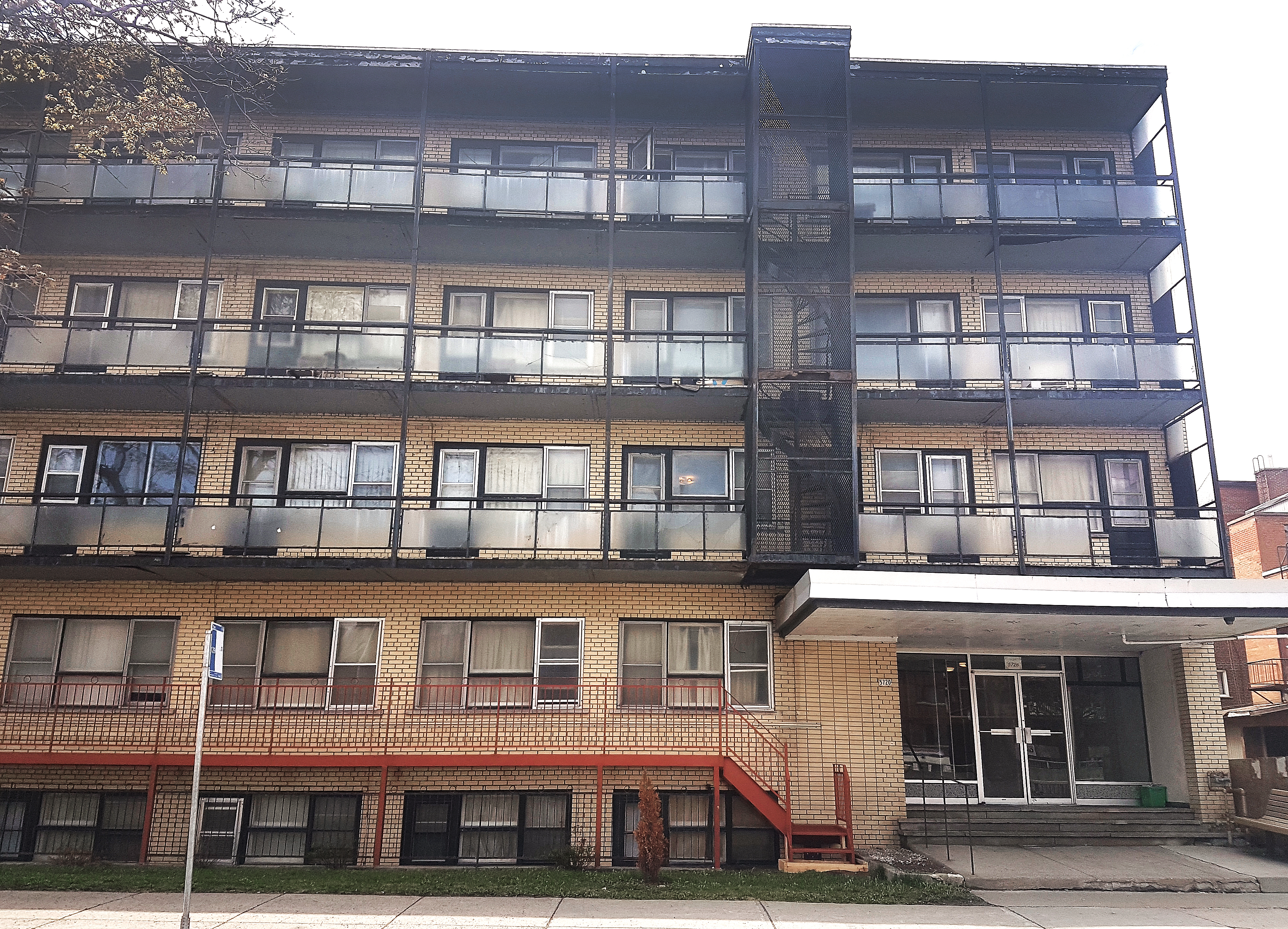
Lâm Tuấn được nhìn thấy lần cuối cùng trên camera giám sát khi đi với Luka Magnotta bước vào một tòa nhà chung cư trên Đại lộ Décarie vào đêm ngày 24 tháng 5 năm 2012.

Lâm Tuấn được nhìn thấy lần cuối vào ngày 24 tháng 5 năm 2012 lúc 8 giờ tối. Bạn bè anh cho biết đã nhận được một tin nhắn văn bản từ điện thoại của anh vào lúc 9 giờ tối cùng ngày. Mọi việc bắt đầu trở nên đáng ngờ khi sếp Lâm Tuấn đã không thấy anh đến trong ca làm việc ngày hôm sau. Ba người bạn của anh sau đó đã lần lượt ghé thăm căn hộ anh ở trong ngày 27 tháng 5 năm 2012 nhưng cũng không gặp được anh. Sau đó họ đến cơ quan cảnh sát để báo cáo vụ việc mất tích của bạn mình với cảnh sát vào ngày 29 tháng 5 năm 2012.
Vào ngày 25 tháng 5 năm 2012, một đoạn video dài 11 phút có tiêu đề 1 Lunatic 1 Ice Pick (tạm dịch: 1 kẻ điên 1 cây rìu phá băng) đã được đăng tải lên Bestgore, mô tả cảnh một người đàn ông trong tư thế khỏa thân bị trói vào khung giường và bị đâm liên tục bằng rìu phá băng với dao làm bếp, sau đó các phần cơ thể của nạn nhân như đầu, cánh tay và chân được cắt ra, cùng với những hành vi ái tử thi của hung thủ. Không chỉ vậy, hung thủ còn dùng dao và nĩa để cắt một phần thịt từ cơ thể nạn nhân ra cho chó ăn. Xuyên suốt video, bài hát của New Order phát hành năm 1987 là "True Faith" được cất lên cùng với áp phích của bộ phim Casablanca dán trên tường. Một đoạn video với thời lượng dài hơn đã được các nhà chức trách thu hồi và cho biết hành vi ăn thịt nạn nhân của hung thủ rất có thể đã diễn ra. Các nhà chức trách cũng cho biết ý định ban đầu cho việc thực hiện video của hung thủ đã được chuẩn bị 10 ngày trước khi vụ án mạng xảy ra.
Vào ngày 26 tháng 5 năm 2012, một luật sư từ Montana đã cố gắng báo cáo đoạn video cho Cảnh sát Toronto, Cảnh sát trưởng địa phương nơi ông sống và Cục Điều tra Liên bang, nhưng báo cáo trên sau đó bị bác bỏ. Nhiều người dùng Bestgore cho rằng đoạn video trên chỉ là dàn dựng và không hề có thật. Tuy nhiên cảnh sát sau đó đã xác nhận đoạn video trên là có thật cùng với các bộ phận cơ thể được gửi đến từ Ottawa trùng khớp với nạn nhân trong video.
Vào lúc 11 giờ sáng ngày 29 tháng 5 năm 2012, một gói hàng có chứa bàn chân trái của cơ thể đã được gửi đến trụ sở của Đảng Bảo thủ Canada. Gói hàng khi gửi đến có dính máu, nặng mùi hôi và được đánh dấu bằng một biểu tượng trái tim màu đỏ. Một gói hàng khác chứa bàn tay trái của cơ thể cũng đã bị phát hiện trong một cơ sở xử lý bưu chính trước khi gửi tới Đảng Tự do.
Một người gác cổng sau đó đã tìm ra phần thân của một cơ thể đang phân hủy bên trong chiếc vali bị bỏ lại trong đống rác ở con hẻm phía sau một tòa nhà chung cư ở khu Snowdon, Montreal. Ông có nhìn thấy chiếc vali lần đầu tiên vào ngày 25 tháng 5 năm 2012, nhưng ông đã không nhặt lên kiểm tra do lượng rác quá lớn vào ngày hôm đó. Sau khi khám xét hiện trường, cảnh sát đã thu hồi phần cơ thể trên với quần áo dính máu và các giấy tờ nhận dạng nghi phạm, nhiều hung khí như rìu phá băng, dao làm bếp và nĩa cũng được tìm thấy từ con hẻm sau tòa nhà chung cư. Đoạn phim từ camera giám sát bên trong tòa nhà cho thấy một nghi phạm nhiều lần lặp lại hành vi vứt rác ra bên ngoài, và các hình ảnh nghi phạm trên trùng khớp với đoạn phim ghi lại nghi phạm tại bưu điện ở Côte-des-Neiges.

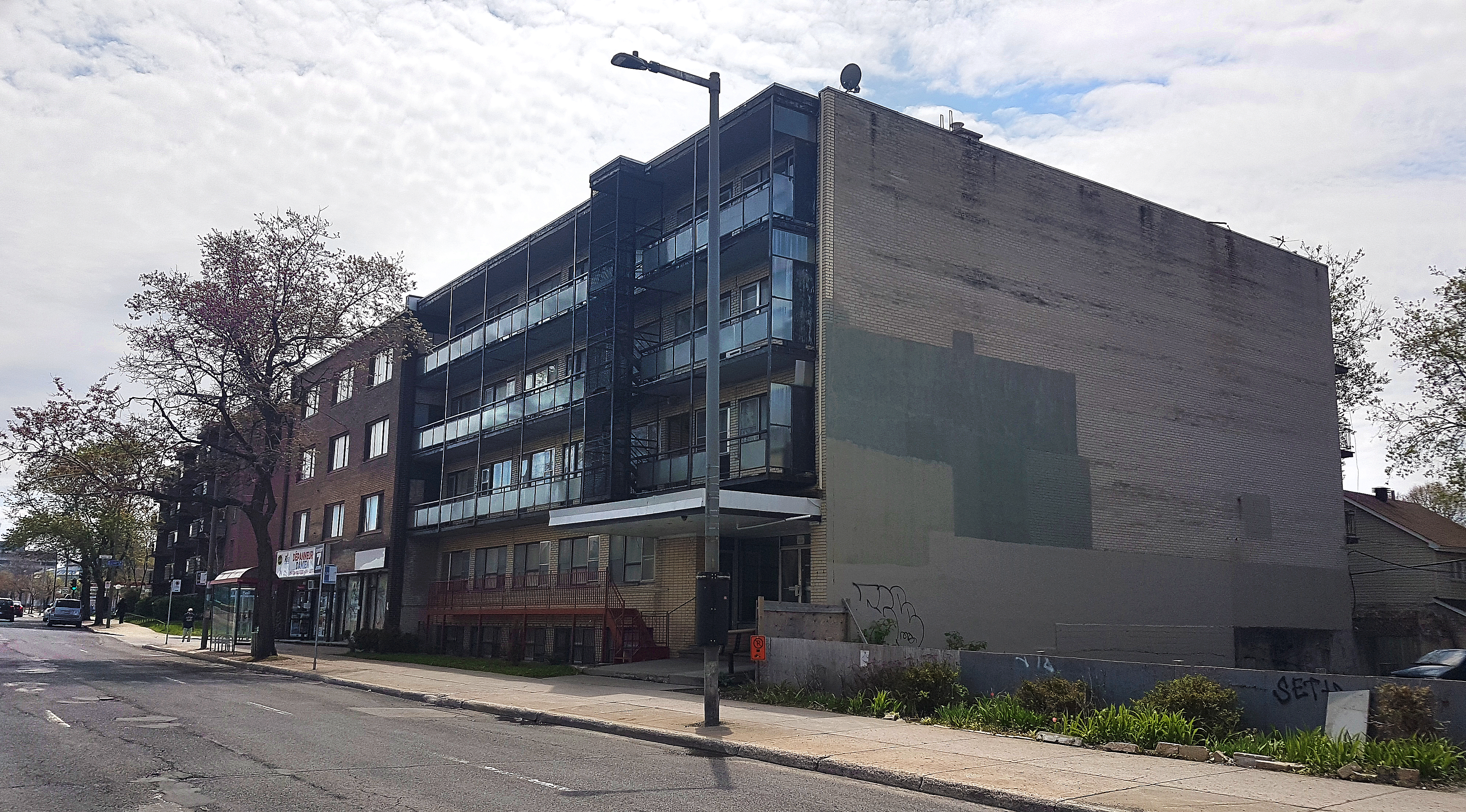
Một góc nhìn khác của tòa nhà chung cư.

Lúc 11:33 tối EDT (03:33 UTC), cảnh sát đã đột nhập và khám xét căn hộ của tòa nhà chung cư mà Luka Magnotta đã thuê trên Đại lộ Décarie, nơi được cho là hiện trường chính của vụ án mạng. Tuy nhiên Luka Magnotta đã nhanh chóng chuyển đi từ bốn ngày trước và tiền thuê nhà của anh cũng được thanh toán đến hết ngày 1 tháng 6. Căn hộ đã được Luka Magnotta dọn dẹp gần hết trước khi rời đi. Mặc dù vậy các vết máu khô còn đọng lại được tìm thấy trên các vật dụng bao gồm nệm, tủ lạnh, bàn ghế và bồn tắm đã chính thức tố giác hành vi giết người của Luka Magnotta. Dòng chữ "Nếu bạn không thích sự phản chiếu. Đừng nhìn vào gương. Tôi không quan tâm" ("If you dont like the reflection. Dont look in the mirror. I dont care [sic]") viết bằng mực đỏ cũng được phát hiện bên trong tủ quần áo.
Vào ngày 30 tháng 5 năm 2012, cảnh sát đã xác nhận với báo chí truyền thông rằng các bộ phận cơ thể trên đều thuộc về cùng một nạn nhân được xác định là Lâm Tuấn đã mất tích vào ngày 29 tháng 5 năm 2012. Nghi phạm trong vụ án nhanh chóng được tìm ra là Luka Magnotta, người sau đó đã bỏ trốn.
Một ghi chú kèm theo gói hàng gửi đến Đảng Bảo thủ được tìm thấy, nói rằng sáu bộ phận cơ thể đã được phân ra và vứt rải rác ở khắp nơi, đồng thời cũng thông báo rằng nếu cảnh sát không nhanh tay một người nữa có thể sẽ bị Luka Magnotta giết. Vào ngày 5 tháng 6 năm 2012, một gói hàng chứa bàn chân phải đã được gửi đến Trường St. George và gói hàng khác có bàn tay phải cũng được gửi cho Trường Tiểu học False Creek ở Vancouver, British Columbia và đều được xác nhận rằng cả hai gói hàng được gửi từ Montreal.
Vào ngày 13 tháng 6 năm 2012, các phần cơ thể và tay chân đã được các pháp y ghép lại với nhau và xác định rõ nạn nhân là Lâm Tuấn bằng mẫu DNA từ gia đình anh. Ngày 1 tháng 7 năm 2012, cảnh sát tìm thấy phần đầu của Lâm Tuấn ở rìa một hồ nước nhỏ trong Công viên Angrignon của Montreal sau khi nhận được một lời khuyên ẩn danh.

## Truy nã
Một lệnh bắt giữ Luka Magnotta đã được ban hành bởi Service de Police de la Ville de Montréal (SPVM) và sau đó là Cảnh sát Hoàng gia Canada về những tội danh sau:
1. Giết người cấp độ một;
2. Xâm phạm thi thể nạn nhân;
3. Xuất bản tài liệu khiêu dâm;
4. Gửi và phát tán các tài liệu khiêu dâm không đứng đắn, vô đạo đức hoặc mang tính bạo lực;
5. Quấy rối mang tính hình sự đối với Thủ tướng Canada Stephen Harper và một số thành viên Quốc hội qua đường bưu điện.

Vào ngày 31 tháng 5 năm 2012, Interpol đã đưa ra một Lệnh truy nã đỏ cho Luka Rocco Magnotta theo yêu cầu của các nhà chức trách Canada. Trong vài ngày trước và sau khi bị bắt, tên và ảnh của anh đã được hiển thị nổi bật ở đầu trang chủ của trang web Interpol. Lệnh truy nã yêu cầu Magnotta chỉ bị bắt tạm thời trong khi chờ dẫn độ về Canada bởi bất kỳ quốc gia thành viên nào của Interpol.
Magnotta đã đặt vé cho chuyến bay từ Montreal đến Paris, Pháp vào ngày 25 tháng 5, sử dụng hộ chiếu mang tên chính mình. Sau khi đến Pháp, tín hiệu điện thoại di động của hung thủ dò tìm đến một khách sạn ở Bagnolet, nhưng Magnotta đã rời đi trước thời điểm cảnh sát đến. Người ta cũng phát hiện ra rằng anh đã dùng tấm hộ chiếu giả với tên "Kirk Trammel" tại khách sạn. Magnotta sau đó lên xe buýt Eurolines tại bến xe Bagnolet đi Berlin, Đức.
Vào ngày 4 tháng 6 năm 2012, Luka Magnotta chính thức bị Cảnh sát Berlin bắt tại một quán cà phê Internet ở quận Neukölln khi đang đọc tin tức về bản thân. Magnotta xuất hiện tại một tòa án ở Berlin sau đó vào ngày 5 tháng 6 năm 2012. Các bên quản lý cho rằng đã có đủ bằng chứng để giam giữ Luka cho đến khi bị dẫn độ, và anh cũng đồng ý mà không có bất kì một sự phản kháng nào.
Ngày 18 tháng 6 năm 2012, Magnotta đã được giao cho nhà chức trách Canada ở Berlin và được vận chuyển trên chiếc CC-150 Polaris của Không quân Hoàng gia Canada đến Sân bay Quốc tế Mirabel ở phía bắc Montreal. Sau đó anh bị biệt giam tại trại giam Rivière-des-Prairies.

## Phản ứng từ dư luận
Nhiều người Trung Quốc đã lên tiếng chỉ trích rất nặng nề sau khi vụ việc xảy ra; một số người còn tin rằng vụ giết người này là có động cơ chủng tộc. Số khác cũng đặt câu hỏi về độ an toàn ở nơi công cộng tại Canada. Bộ trưởng Bộ Ngoại giao John Baird sau đó đã gọi điện cho Đại sứ Trung Quốc Junsai Zhang để gửi lời chia buồn.
Vào ngày 4 tháng 6 năm 2012, Thủ tướng Canada Stephen Harper cho biết ông rất vui vì nghi phạm đã bị bắt và chúc mừng lực lượng cảnh sát vì làm rất tốt trong việc bắt giữ hung thủ. Lãnh đạo Đảng Tự do lâm thời Bob Rae cũng nói rằng người dân Canada nên thương tiếc nạn nhân hơn là "ca ngợi" hành vi của Magnotta dưới bất kì hình thức nào.
Hai ngày sau khi hung thủ bị bắt, gia đình Lâm Tuấn đến sân bay Trudeau ở Montreal. Hiệp hội sinh viên và học giả Trung Quốc của Đại học Concordia sau đó đã thành lập một quỹ để bù đắp chi phí mà gia đình Lâm phải gánh chịu khi ở Canada và tạo ra một giải thưởng để vinh danh anh. Một buổi cầu nguyện dưới ánh nến cũng được tổ chức ở Montreal.
Thi thể của Lâm sau đó đã được hỏa táng vào ngày 11 tháng 7 và tro của anh được chôn cất vào ngày 26 tháng 7 tại Nghĩa trang Notre Dame des Neiges ở Montreal.
Vào ngày 16 tháng 7 năm 2013, cảnh sát Edmonton đã cáo buộc chủ sở hữu của trang web Bestgore, Mark Marek vì tội vi phạm đạo đức công cộng khi đã lưu trữ video 1 Lunatic 1 Ice Pick trực tuyến. Vào ngày 25 tháng 1 năm 2016, Marek bị kết án sáu tháng tù treo trong đó phải phải chấp hành một nửa bản án bị quản thúc tại gia.

## Thủ tục tố tụng pháp lý

### Điều trần sơ bộ
Vào ngày 19 tháng 6 năm 2012, Luka Rocco Magnotta đã ra hầu tòa bằng video call để không nhận tội với tất cả các cáo buộc thông qua luật sư của mình. Tiếp đó trong ngày 21 tháng 6, Magnotta đã đích thân đến một phòng xử án an ninh cao ở Montreal để yêu cầu bồi thẩm đoàn xét xử.
Phiên điều trần sơ bộ diễn ra vào ngày 11 tháng 3 năm 2013 với sự tham gia của Luka Magnotta và người thân của bên bị hại, cha của Lâm Tuấn, Lâm Địa Nhân. Nhóm bào chữa cho Magnotta đã yêu cầu giới truyền thông và công chúng bị cấm hoàn toàn khỏi phiên điều trần; tuy nhiên điều này bị từ chối. Vào ngày 13 tháng 3, một trong những luật sư của anh tuyên bố rút khỏi vụ xử án do lo sợ có thể có xung đột lợi ích. Nhiều nhân chứng chuyên môn đã đứng ra làm chứng cho vụ án, bao gồm một nhà nghiên cứu bệnh học pháp y, một nhà độc chất học pháp y, một nhà nha khoa pháp y, một nhà phân tích vết máu, chuyên gia khôi phục dữ liệu và một nhân viên điều tra Internet. Bên công tố cũng trưng bày nhiều bằng chứng video cho thấy các hành vi mà anh đã làm.
Ngày 12 tháng 4 năm 2013, Magnotta đã bị kết án với năm tội danh, bao gồm: Giết người cấp độ một; xâm phạm thi thể nạn nhân; xuất bản tài liệu khiêu dâm; gửi và phát tán các tài liệu khiêu dâm không đứng đắn, vô đạo đức hoặc mang tính bạo lực; quấy rối mang tính hình sự qua đường bưu điện.

### Xét xử
Magnotta được bầu để xét xử bởi thẩm phán và bồi thẩm đoàn. Anh ban đầu kiên quyết không nhận tội tuy thừa nhận các hành vi mà mình đã làm nhưng lại cho rằng mình nên bị giảm nhẹ trách nhiệm do bị rối loạn tâm thần. Thẩm phán Tòa án Tối cao Quebec Guy Cournoyer là chủ tọa cho phiên tòa kéo dài 10 tuần. Vào ngày khai mạc, thẩm phán đã nói với các bồi thẩm viên rằng "[Magnotta] đã thừa nhận các hành vi mà cậu ta bị buộc tội. Nhiệm vụ bây giờ sẽ là xác định xem liệu bị cáo có phạm năm tội trên với trạng thái tinh thần ổn định hay không cho mỗi lần phạm tội".
Trong phiên tòa, luật sư biện hộ Luc Leclair lập luận rằng Magnotta đang ở trong trạng thái tâm thần bất ổn định vào thời điểm gây ra án mạng và không thể kiểm soát được hành động. Tuy nhiên bên phía công tố viên nói rằng vụ sát hại Lâm Tuấn đã được tổ chức và tính toán từ trước và Magnotta đều thực hiện những hành vi này một cách "có mục đích, có đầu óc, có tổ chức và sẵn sàng chịu trách nhiệm cuối cùng cho các hành động của mình".
Magnotta đã tiết lộ với một bác sĩ tâm thần trong khi được phỏng vấn về đêm khi hắn giết Lâm rằng một người tên là "Manny" đã ở đó thúc giục anh giết người. Sau đó, người ta xác định rằng cái tên này và bí danh "Tramell" của Magnotta được lấy cảm hứng từ nhân vật hư cấu Catherine Tramell trong bộ phim Basic Instinct và vị hôn phu của nhân vật là Manny Vasquez.
Sau phiên tòa kéo dài 12 tuần bao gồm 10 tuần điều trần lời khai, bồi thẩm đoàn đã nhận được chỉ thị cuối cùng từ thẩm phán phiên tòa vào ngày 15 tháng 12 năm 2014 trước khi bắt đầu nghị án vào ngày hôm sau. Vào ngày nghị án thứ tám, tòa án đã tuyên án Luka Rocco Magnotta có tội cho tất cả các tội danh. Theo đó bị cáo sẽ thụ án chung thân bắt buộc và chỉ đủ điều kiện để được ân xá sau 25 năm, trong đó bao gồm 19 năm cho các tội danh khác.
Đáp lại những động thái trên, Magnotta đã đệ đơn kháng cáo nhằm hủy bỏ bản án và yêu cầu một phiên xét xử mới, dù vậy sau đó anh rút lại đơn kháng cáo vào ngày 18 tháng 2 năm 2015.

### Sức khỏe tâm thần
Trong phiên tòa xét xử tội giết người, các nhân chứng bào chữa đã cung cấp nhiều bằng chứng cho thấy Luka Magnotta từng được chẩn đoán mắc chứng bệnh tâm thần phân liệt hoang tưởng khi còn là một thiếu niên. Chuyên gia quốc phòng, Tiến sĩ Joel Watts cũng làm chứng rằng Magnotta có dấu hiệu của bệnh tâm thần phân liệt theo từng đợt, rối loạn nhân cách kịch tính và các đặc điểm nhận thức về ranh giới cùng những dấu hiệu liên quan đến hành vi lệch lạc tình dục nhưng không rõ ràng. Ngược lại với những điều trên, phía công tố tiết lộ rằng Magnotta từng có tiền sử sử dụng ma túy bất hợp pháp thời niên thiếu, điều đã dẫn đến các triệu chứng giống như bệnh tâm thần phân liệt, luận điểm này càng được củng cố thêm khi hắn được tiến sĩ Joel Paris tại Bệnh viện Đa khoa Do Thái ở Montreal chẩn đoán mắc chứng rối loạn nhân cách ranh giới vào tháng 4 năm 2012. Tiến sĩ Renée Roy, bác sĩ tâm thần pháp y đã điều trị cho Magnotta tại Trung tâm giam giữ Rivières-des-Prairies kể từ tháng 11 năm 2012, cũng thông qua phiên điều trần sơ bộ chẩn đoán Magnotta mắc chứng rối loạn nhân cách ranh giới với các đặc điểm mô bệnh học. Tiến sĩ Gilles Chamberland, một chuyên gia người Do Thái sau đó đã chẩn đoán Magnotta với các bệnh tâm lý như Rối loạn nhân cách chống đối xã hội, Rối loạn nhân cách kịch tính và Rối loạn nhân cách ái kỷ. Bên công tố đã cáo buộc Magnotta giả vờ bị tâm thần phân liệt để giảm đi mức độ hình sự đối với các tội danh.

## Điều tra về các khả năng phạm tội khác
Ngoài những tội danh chính của mình, Luka Magnotta còn bị cáo buộc là người đứng sau một loạt các video ngược đãi động vật liên quan đến mèo được đăng lên YouTube bắt đầu từ năm 2010, trong đó có một video với tiêu đề 1 boy 2 kitten quay lại cảnh một người đàn ông cố tình làm ngạt chết hai con mèo con bằng máy hút bụi. Vào tháng 1 năm 2011, một nhóm người dùng Facebook đã xác định Magnotta là người thực hiện các video này; các nhóm hoạt động vì quyền động vật sau đó cũng đưa ra một phần thưởng trị giá 5.000 USD để đưa hung thủ ra trước công lý. Tháng 2 năm 2011, cảnh sát Toronto bắt đầu điều tra Magnotta về việc liên quan đến các đoạn video sau khi nhận được đơn khiếu nại từ Hiệp hội Phòng chống Sự tàn ác đối với Động vật Ontario (OSPCA). OSPCA cũng đã liên hệ với Hiệp hội Hoàng gia Phòng chống Đối xử tàn ác với động vật ở Anh, FBI của Mỹ và cảnh sát ở Montreal do nghi phạm đã di chuyển đi nhiều nơi.
Ngày 8 tháng 6 năm 2012, Sở cảnh sát Los Angeles thông báo rằng họ đang liên lạc với cảnh sát Montreal để xác định xem liệu Magnotta có liên quan đến vụ giết người và chặt đầu Hervey Medellin chưa được giải quyết khi đó, hay còn được gọi là "Hollywood Sign Murder", nhưng sau đó đã có thông báo rằng anh không có liên quan đến vụ việc.
Luka Magnotta cũng bị điều tra về các mối liên hệ có thể xảy ra với vụ giết người hàng loạt ở Toronto năm 2010–2017, mặc dù điều này cuối cùng đã bị hủy bỏ vì thiếu bằng chứng kết luận.

## Trên phương tiện truyền thông
Vụ án mạng Lâm Tuấn và các phiên tòa xét xử sau đó đã thu hút được nhiều chú ý từ giới truyền thông. Steve Lillebuen, người viết một cuốn sách về vụ án, đã mô tả một xu hướng tội phạm mới đang diễn ra khi mạng xã hội cho phép những kẻ giết người trở thành "người lan truyền" và tiếp cận với các nhu cầu giải trí của người dùng mạng trên phạm vi toàn cầu.
Một cuốn sách dài 261 trang được viết bởi Anna Yourkin và Brian Whitney có tên "My Son, The Killer: The Untold Story of Luka Magnotta and '1 Lunatic 1 Ice Pick'" (tạm dịch: Con tôi, Kẻ sát nhân: Chuyện chưa kể về Luka Magnotta và '1 lunatic 1 icepick') cũng đã xuất bản vào ngày 6 tháng 11 năm 2018, tường thuật lại quá khứ của Magnotta từ khi còn thơ ấu cho đến khi trưởng thành và tâm lý của anh lúc phạm tội cũng như sau khi bị bắt.
Netflix sau đó đã sản xuất một loạt phim tài liệu ba phần có tên Don't F**k with Cats: Hunting an Internet Killer, nói về Luka Magnotta và một nhóm người dùng trên internet đã có công trong việc giúp truy tìm hung thủ. Bộ phim tài liệu này do Mark Lewis đạo diễn và được công chiếu vào ngày 18 tháng 12 năm 2019.